# 细果薹草
细果薹草（学名：Carex stenocarpa）为莎草科薹草属的植物。分布在俄罗斯以及中国大陆的新疆等地，生长于海拔2,300米至3,600米的地区，多生于高山草甸，目前尚未由人工引种栽培。